# Préciosité
Préciosité is een literaire stroming in Frankrijk uit het begin van de 17e eeuw. 

## Achtergrond
Deze beweging ontstond in de salons, een soort literaire clubs waar schrijvers hun werk voordroegen en waar literaire en psychologische onderwerpen besproken werden. De personen die zich in deze stroming met literatuur bezighielden, waren voornamelijk relatief geëmancipeerde vrouwen die een vrij waardevolle, rijke opvoeding hadden genoten. Zij werden de précieuses genoemd.
Enkele van de schrijvers uit deze stroming waren Madeleine de Scudéry en Madame d'Aulnoy.
De précieuses onderscheidden zich door hun verfijnde zeden en een speciaal taalgebruik, vaak gebruik makend van lange parafrases om elk banaal woord te omzeilen. Zij zetten zich af tegen de ruwe, mannelijke cultuur die heerste aan het koninklijk hof, eerst dat van Hendrik IV en daarna dat van Lodewijk XIII.
In enkele van zijn stukken spotte de toneelschrijver Molière met de overdreven uitingen van deze beweging, bijvoorbeeld in Les Précieuses ridicules.